# Pride and Prejudice (2014)
Pride & Prejudice (hangul: 오만과 편견; rr: Omangwa Pyeongyeon)  é uma telenovela sul-coreana de 2014, com Choi Jin-hyuk, Baek Jin-hee, Choi Min-soo, Lee Tae-hawn e Song Chang-min. Estreou dia 27 de Outubro de 2014, na MBC, e é transmitida todas as segundas e terças às 22h00.

## Elenco
- Choi Jin-hyuk como Gu Dong-chi[2]
- Baek Jin-hee como Han Yeol-mu
- Choi Min-soo como Moon Hee-man
- Lee Tae-twan como Kang Soo
- Son Chang-min como Jung Chang-gi
- Choi Woo-shik como Lee Jang-won
- Jang Hang-sun como Yoo Dae-gi
- Jung Hye-sung como Yoo Kwang-mi
- Baek Soo-ryun como Baek Geum-ok
- Kim Na-woon como Kim Myung-sook
- Noh Joo-hyun como Lee Jong-gon
- Kim Yeo-jin como Oh Do-jung

## Recepção
| Episódio # | Data de transmissão    | Audiência média | Audiência média              | Audiência média | Audiência média              |
| Episódio # | Data de transmissão    | TNmS Ratings    | TNmS Ratings                 | AGB Nielsen     | AGB Nielsen                  |
| Episódio # | Data de transmissão    | Em todo o país  | Região Metropolitana de Seul | Em todo o país  | Região Metropolitana de Seul |
| ---------- | ---------------------- | --------------- | ---------------------------- | --------------- | ---------------------------- |
| 1          | 27 de Outubro de 2014  | 9.3%            | 11.5%                        | 11.2%           | 13.0%                        |
| 2          | 28 de Outubro de 2014  | 8.3%            | 11.0%                        | 11.0%           | 12.4%                        |
| 3          | 03 de Novembro de 2014 | 9.6%            | 13.4%                        | 11.6%           | 13.5%                        |
| 4          | 04 de Novembro de 2014 | 10.1%           | 13.0%                        | 10.8%           | 12.6%                        |
| 5          | 10 de Novembro de 2014 | 10.6%           | 14.6%                        | 12.1%           | 13.9%                        |
| 6          | 11 de Novembro de 2014 | 11.0%           | 13.7%                        | 12.8%           | 15.1%                        |
| 7          | 17 de Novembro de 2014 | 11.0%           | 14.6%                        | 10.7%           | 12.0%                        |
| 8          | 24 de Novembro de 2014 | 10.5%           | 13.4%                        | 10.7%           | 13.2%                        |
| 9          | 25 de Novembro de 2014 |                 |                              |                 |                              |
| Média      | Média                  | %               | %                            | %               | %                            |